# Fabien Foret

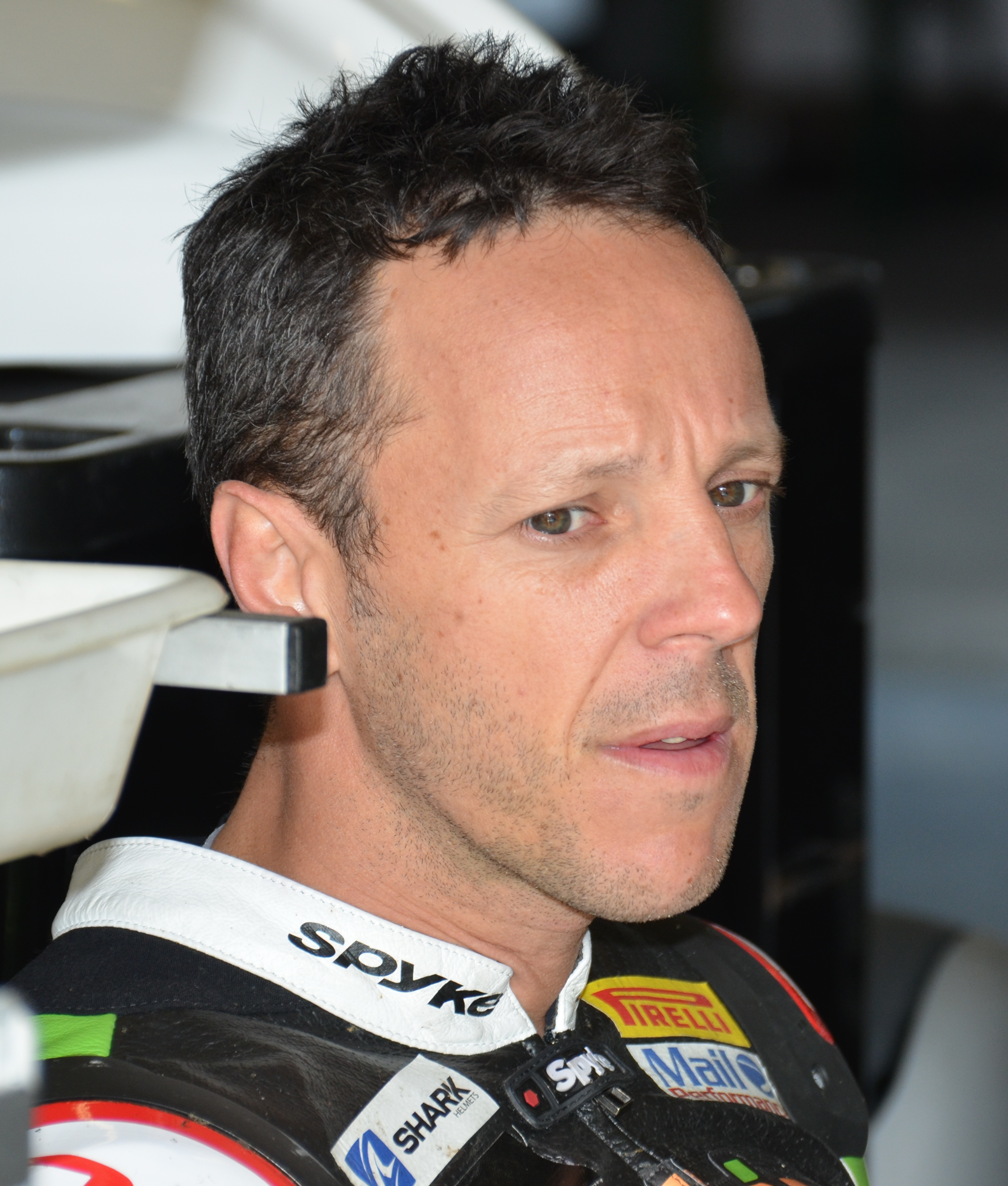
Fabien Foret 2014

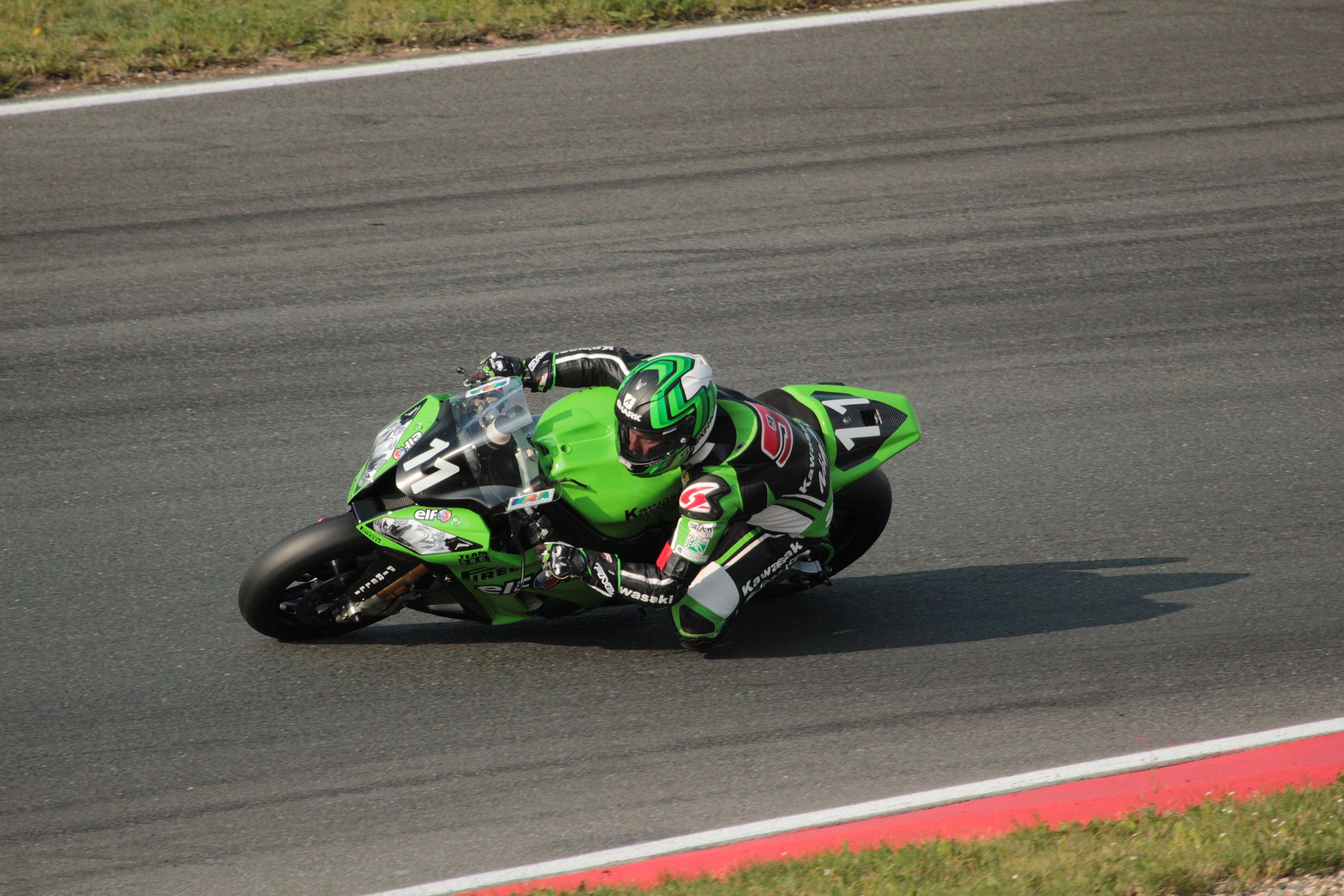
Fabien Foret in Oschersleben 2014 auf Kawasaki

Fabien Foret (* 29. Januar 1973 in Angoulême, Département Charente, Frankreich) ist ein französischer Motorradrennfahrer.

## Biografie
Foret kam 1999 in die Supersport-Weltmeisterschaft und fuhr drei Rennen für das niederländische BKM Team. Im Jahre 2002 wurde er auf Ten-Kate-Honda Weltmeister in dieser Klasse.

## Ergebnisse
- 1994 – nationale 125-cm³-Promosport-Meisterschaft, 4.
- 1995 – nationale 125-cm³-Promosport Meisterschaft, Meister
- 1996 – nationale 750-cm³-Meisterschaft, 9.
- 1997 – nationale Supersport-600-Meisterschaft, 3.
- 1997 – nationale Promosport-1000-Meisterschaft, 3.
- 1998 – nationale Superbike Meisterschaft, 6.
- 1998 – 24 Stunden von Le Mans, 3.
- 1999 – nationale Supersport 600 Meisterschaft, 2.
- 1999 – nationale Superstock 1000 Meisterschaft, 2.
- 1999 – Supersport-WM, BKM Racing, 3 Rennen
- 1999 – Superstock 1000, Team Yamaha R.France, 1 Rennen (1 Pole-Position, 1 Schnellste Rennrunde)
- 1999 – Bol d’Or, 2.
- 2000 – Supersport-WM, D.C.R. Pirelli, 19., 23 Punkte (1 Podium)
- 2000 – 24 Stunden von Spa, Sieger
- 2000 – Bol d’Or, Sieger
- 2001 – Supersport-WM, Ten Kate Honda, 8., 90 Punkte (2 Siege, 3 Pole Positions, 2 Schnellste Rennrunden)
- 2001 – 24 Stunden von Le Mans, 2.
- 2001 – Bol d’Or, 2.
- 2002 – Supersport-WM, Ten Kate Honda, Weltmeister, 186 Punkte (4 Siege, 6 Podien, 6 Pole Positions, 5 Schnellste Rennrunden)
- 2003 – Supersport-WM, Kawasaki R.T. KRT, 9., 64 Punkte (1 Sieg)
- 2004 – Supersport-WM, Yamaha Italia, 7., 66 Punkte (1 Sieg, 2 Podien, 1 Schnellste Rennrunde)
- 2005 – Supersport-WM, Team Megabike, 4., 144 Punkte (1 Sieg, 5 Podien, 1 Pole-Position)
- 2006 – Superbike-WM, Alstare Engineering Corona Extra, 20., 19 Punkte
- 2006 – Supersport-WM, Yamaha Motor Germany, Team Gil Motor Sport, 2 Rennen, 25., 16 Punkte (1 Podium)
- 2007 – Supersport-WM, Team Gil Motor Sport, 3., 128 Punkte (1 Sieg, 4 Podien, 1 Pole-Position)
- 2008 – Supersport-WM, Yamaha World Supersport, 6., 111 Punkte (1 Sieg, 2 Podien, 1 Pole-Position, 2 Schnellste Rennrunden)
- 2009 – Supersport-WM, Yamaha World Supersport Team, 5., 123 Punkte (1 Sieg, 2 Podien)
- 2010 – Supersport-WM, Team Lorenzini by Leoni, 13., 65 Punkte
- 2011 – Supersport-WM, HANNspree Ten Kate Honda, 3., 148 Punkte (1 Sieg, 6 Podien, 2 Pole Positions, 3 Schnellste Rennrunden)
- 2012 – Supersport-WM, Kawasaki Intermoto Step, 4., 171 Punkte (2 Siege, 6 Podien, 2 Schnellste Rennrunden)
- 2013 – Supersport-WM, MAHI Racing Team India, 3., 140 Punkte (1 Sieg, 5 Podien, 1 Schnellste Rennrunde)
- 2014 – Superbike-WM, MAHI Racing Team India